# Архенгольц, Иоганн Вильгельм фон
Барон Иоганн Вильгельм Архенгольц (нем. Johann Wilhelm von Archenholz) (3 сентября 1743, Лангфур близ Данцига — 28 февраля 1812, Гамбург) — немецкий писатель и историк.

## Биография
Родился 3 сентября 1743 года в Лангфуре под Данцигом в семье офицера. Детство он провел в Гданьске, где служил его отец. В 1757 году семья переехала в Берлин, где 4 июня он начал учиться в кадетском корпусе. В декабре 1758 года он был переведён в Бреслау.
В 1760—1763 годах принимал участие в Семилетней войне. Был серьёзно ранен во время штурма Зюптицеровских высот в битве при Торгау в 1760 году и вернулся в свой полк только в марте 1761 года. Служил в прусской армии до 1763 года и после заключения Губертусбургского мира, выйдя в отставку в чине капитана, отправился путешествовать по Европе: 6 лет он оставался только в Великобритании; посетил также Италию, Францию и скандинавские страны. В середине 1760 годов вступил в масонскую ложу. Его биограф Фридрих Руоф писал, что он зарабатывал на жизнь литературным трудом и «не совсем безупречной коммерческой деятельностью». В 1780 году в Риме Архенхольц упал с лошади и получил необратимый паралич одной ступни, что затруднило его дальнейшее путешествие.
Вернувшись через 16 лет на родину, он посвятил всё своё время литературным трудам и историческими изысканиям. Жил в Дрездене и Лейпциге, затем в Гамбурге. С 1782 года издавал успешный ежемесячный журнал «Litteratur- und Völkerkunde», в который многие статьи написал сам. В Дрездене летом 1786 года женился на Софи Фридерике фон Рокш, с которой имел четверых детей.
Основал политический журнал «Minerva für Politik Geschichte und Literatur». После французской революции в 1791 году переехал с семьёй в Париж, где с целью знакомить читателей в Германии с ситуацией во Франции, но в конце июня 1792 года был вынужден бежать из страны, поскольку после ряда политических публикаций ему пригрозили гильотиной; усиливавшиеся беспорядки изменили его отношение к революции. Вернувшись из Франции, Архенхольц снова поселился в Гамбурге и купил имение в Эендорфе. В 1809 году он начал отходить от издательской деятельности и окончательно переехал в свое имение, где и умер 28 февраля 1812 года.
Капитальнейшим из его трудов является «Geschichte des Siebenjährigen Krieges in Deutschland von 1756 bis 1763» («История Семилетней войны»). Книга впервые была опубликована в 1788 году в Мангейме и впоследствии выдержала множество изданий и переводов на иностранные языки, в том числе и на русский (СПб., 1841, 2-е изд.: СПб., 1901, [militera.lib.ru/h/archenholz/index.html 3-е изд. — М., 2001]).
Одним из первых в европейской исторической науке обратил внимание на историю морского пиратства, опубликовав в 1803 году в Тюбингене «Историю флибустьеров» (Geschichte der Flibustier. Tübingen, 1803)
Он много также работал над историей Англии и напечатал ряд книг, из которых наиболее заметны «Англия и Италия, или Историческое и политическое описание сих государств» (русский перевод: М., 1801—1805), «История королевы Елизаветы» (Лейпциг, 1798) и «История Густава Вазы» (Тюбинген, 1801). Также Архенгольц долгое время издавал известный политический журнал: «Minerva für Politik Geschichte und Literatur».